# Гроздана
Гроздана је српско женско име. Познати људи са овим именом су:
- Гроздана Банац (1951), политичарка
- Гроздана Олујић (1934–2019), књижевница, преводилац, уредница и критичарка